# Lammaslampi
Lammaslampi est un lac situé dans le quartier Pähkinärinne de Vantaa en Finlande.

## Géographie
Lammaslampi est petit lac peu profond aux eaux brunes. L'eau brune est due à la forte teneur en humus du lac.
Le lac fait partie du bassin versant du lac Pitkäjärvi.
Le Lammaslampi est situé au milieu du village de Pähkinärinne et c'est une importante zone de loisirs locale.
L'étang reçoit son eau de Jupperi et de Linnainen par le marais Furumossensuo.
Son eau s'ecoule de son coin sud-est puis par Varisto et Askisto jusqu'au lac Pitkäjärvi.

## État actuel
La qualité de l'eau a été variable ces dernières années; l'étang a été restauré par dragage et oxygénation.[4]
Afin d'améliorer l'oxygènation en profondeur du lac, un puits d'aération a été mis en service en 1998. Avant cela, un climatiseur Hydixor a été utilisé de 1994 à 1997.
La précipitation chimique du phosphore a été tentée en 1996.
En 1997, un dragage par succion a été effectué, qui a couvert un tiers de la superficie du lac. Un plus petit dragage par succion a été effectué sur la rive nord-est en 2001.
Une zone humide a été construite à Tulopuro en 2004 .

## Utilisation
Sur le côté est du Lammaslampi se trouve une zone résidentielle densément construite. Les autres rivages sont principalement un parc entretenu. Un peu plus loin se trouve une forêt dense. Le bassin versant du lac comprend la zone des marais de Furumossen .
Un sentier de randonnée de 1,437 km passe aux abords du Lammaslampi relié à un réseau de  sentiers. En plus des chemins d'asphalte et de gravier, il existe des sentiers de degrés divers dans les forêts voisines. Il y a deux pontons de baignade non officiels sur la rive du lac et une plage non officielle pour les chiens du côté nord. Le lac est propice à la baignade malgré sa forte teneur en humus .

## Galerie

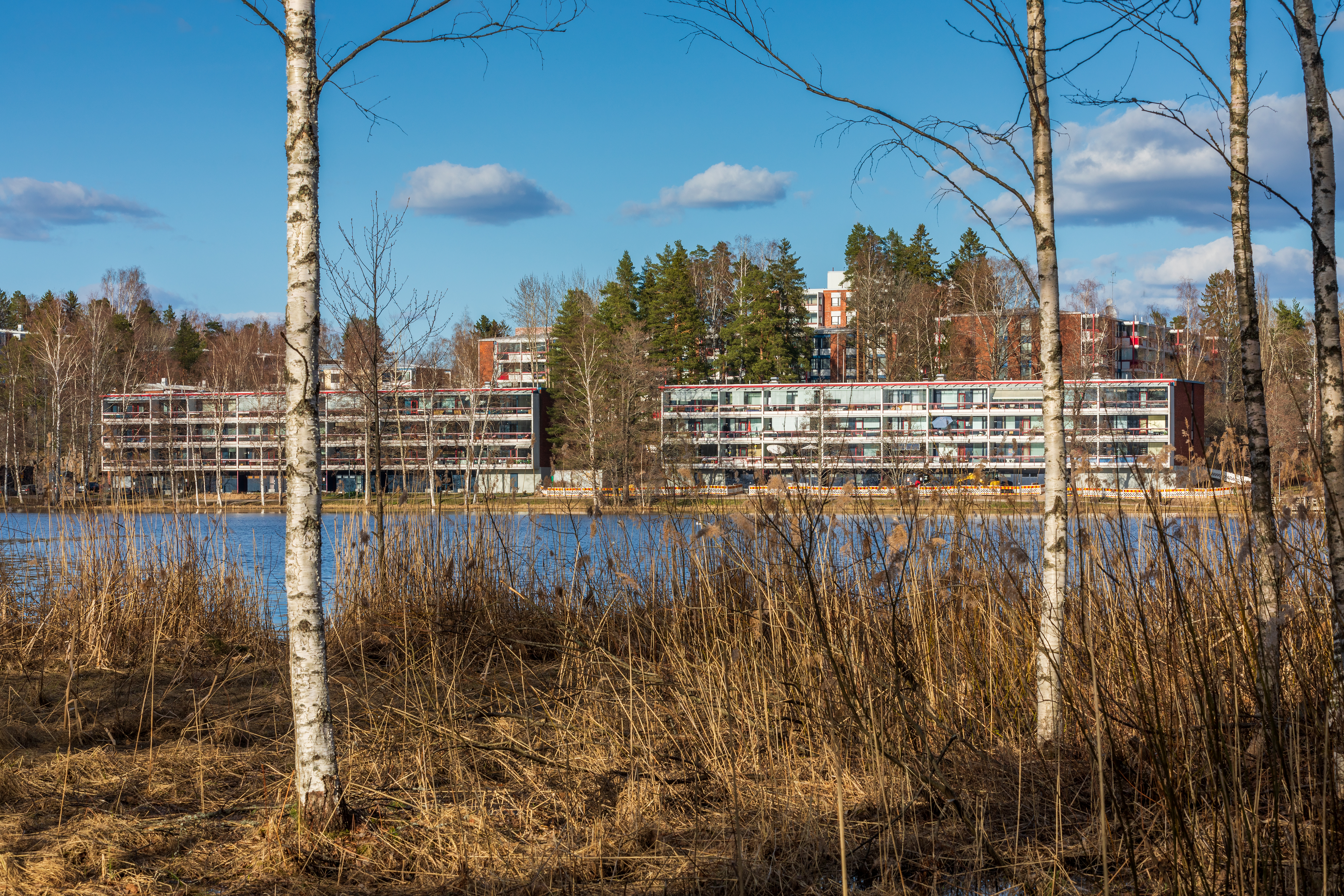
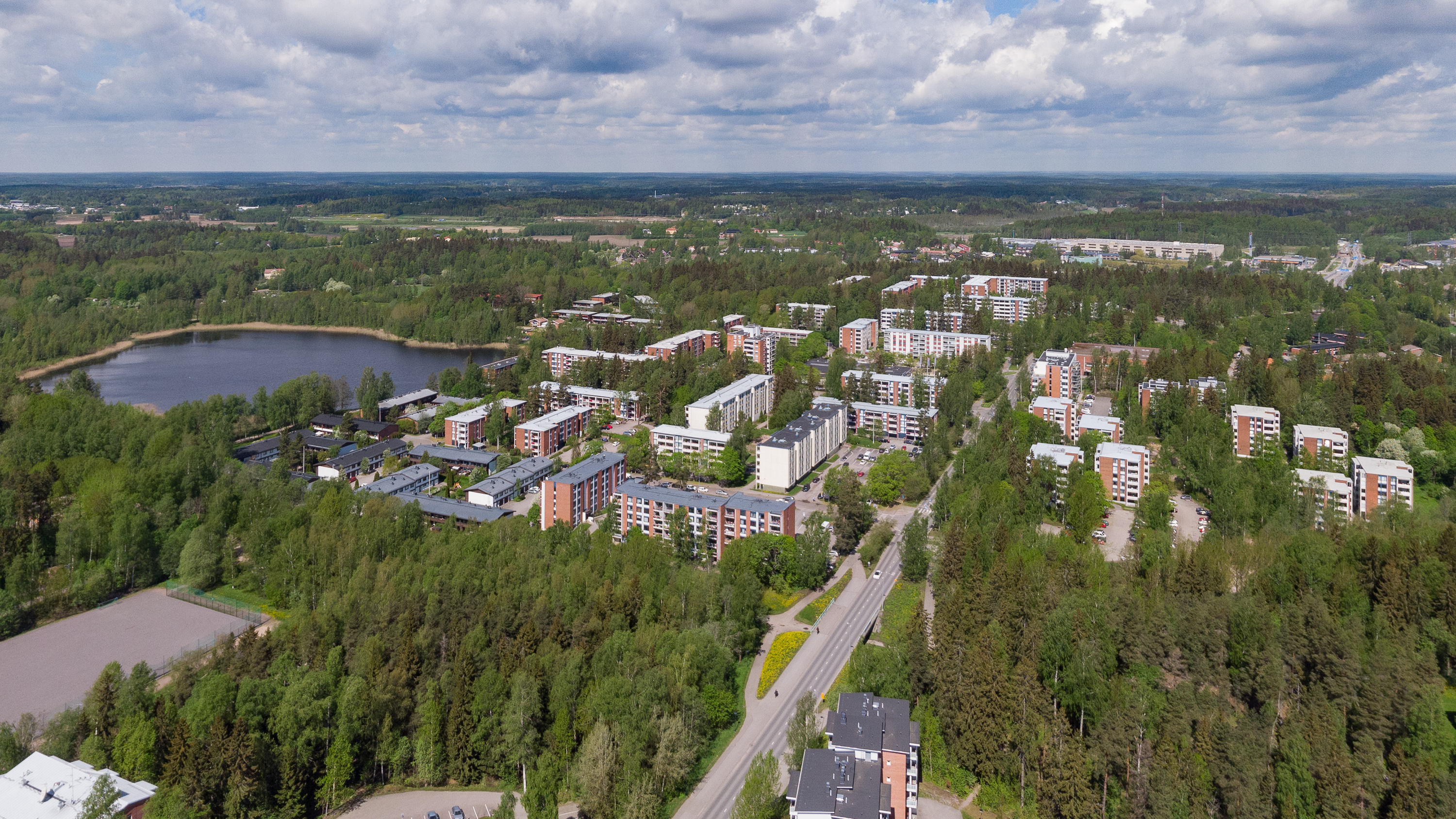